# سانگجیبائگام
سانگجیبائگام (به لاتین: Sungjibaegam) یک منطقهٔ مسکونی در کره شمالی است.